# Grauspitz
Grauspitz je hora v pohoří Rätikon, na hranicích Lichtenštejnska a Švýcarska. Je to dvojvrchol, skládající se z hory Hintergrauspitz (2574 m n. m.) a Vordergrauspitz (2599 m n. m.), který je nejvyšším vrcholem Lichtenštejnského knížectví.

## Přístup
Ani na jeden z vrcholů nevede značená turistická stezka. Výstupy ve většině případů začínají od údolní stanice lanovky Älpli Bahn ve švýcarském městě Malans. Využitím lanové dráhy lze ušetřit ve výstupu 500 metrů z celkových 1800 m. Nejsnazší výstup se nabízí ze švýcarské strany, od salaše Ijes. Odtud se vystoupá po nejprve travnatém hřbetu až na skalnatý Vordergrauspitz (též Schwarzhorn). Na jeho vrcholu se nachází velký kříž s vrcholovou knihou a těsně pod ním pomníček se sochou Panny Marie. Při výstupu na Vordergrauspitz je lepší Hintergrauspitz podejít z jižní strany a přetraverzovat do sedla mezi oběma vrcholy. Z něj se pak pokračuje po úzkém skalnatém hřebeni až na vrchol. Rozsáhlý výhled obsahuje např. i vrchol Piz Bernina ležící daleko na jihu.
Hora je vzhledem k obtížnosti přístupu poměrně málo navštěvována. O tom svědčí i vrcholová kniha, která, ač založená v roce 1992, byla v roce 2006 zaplněná pouze z jedné třetiny.

## Fotografie

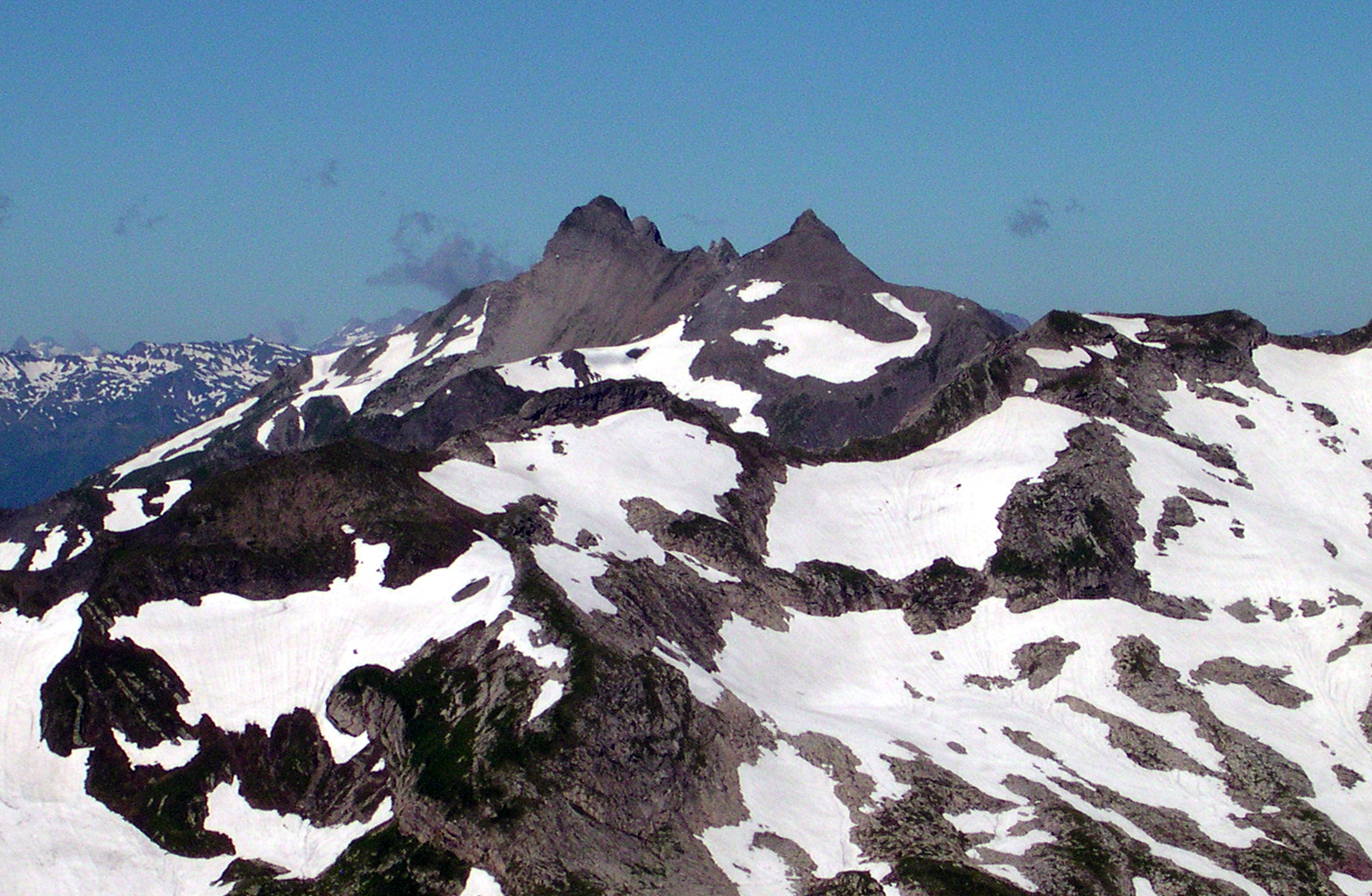
Vordergrauspitz (vlevo) a Hintergrauspitz

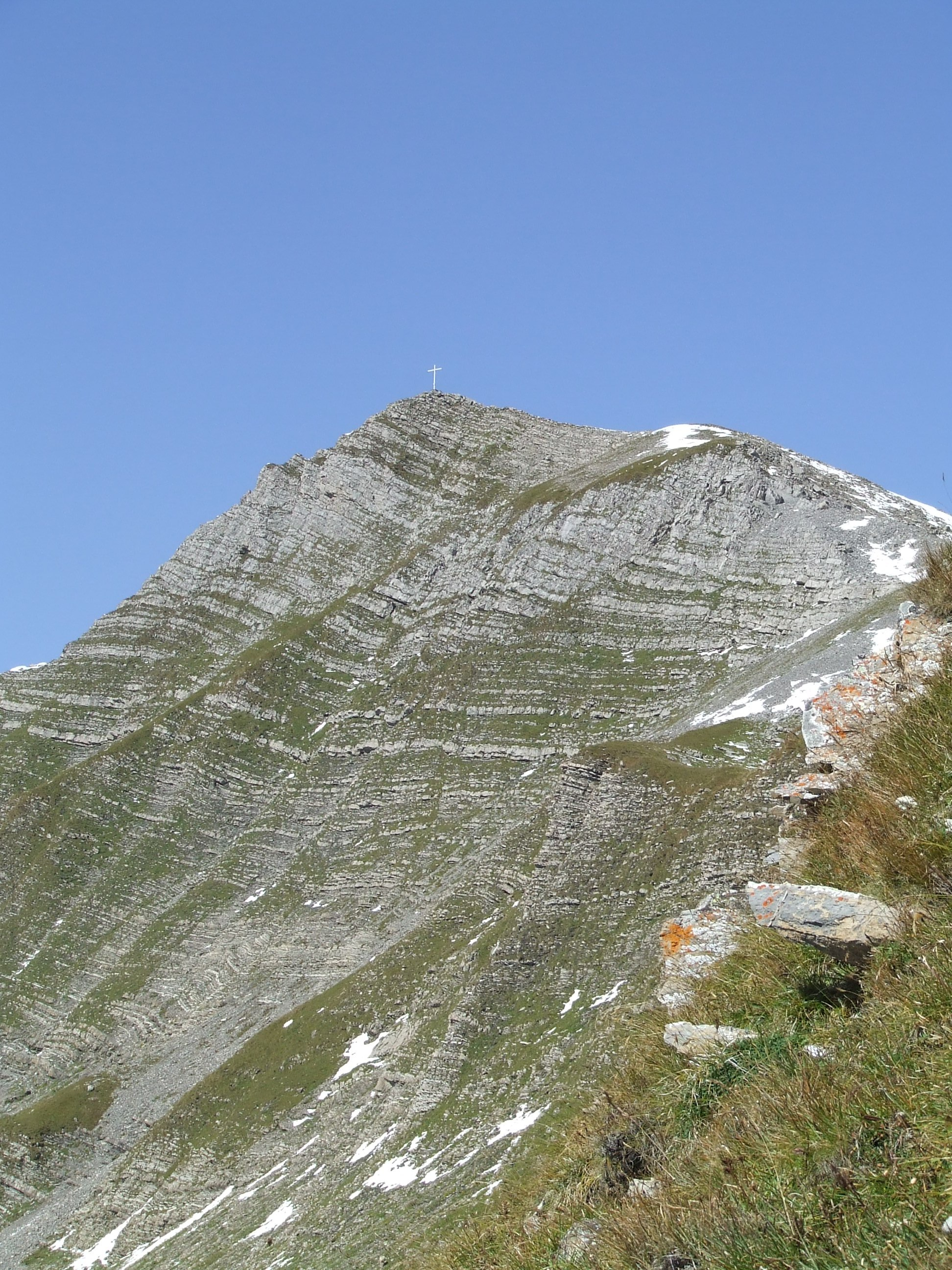
Hintergrauspitz

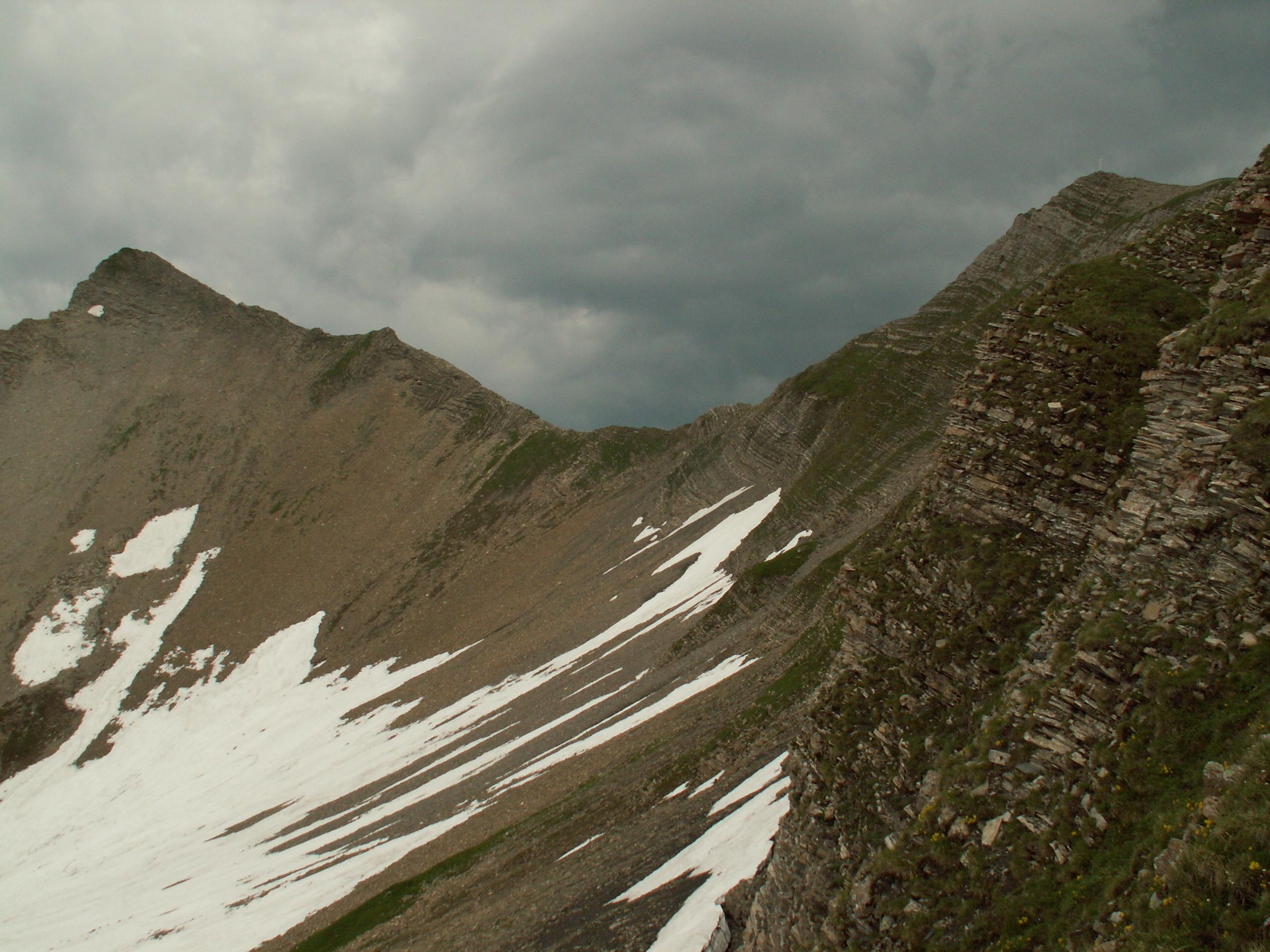
Hřeben mezi oběma vrcholy